# Panisea uniflora
Panisea uniflora là một loài thực vật có hoa trong họ Lan. Loài này được (Lindl.) Lindl. mô tả khoa học đầu tiên năm 1854.

## Hình ảnh